# Pagüey
Pagüey je rijeka u Venezueli. Pritoka je rijeke Apure i pripada porječju rijeke Orinoco.